# NGC 2076
NGC 2076 је лентикуларна галаксија у сазвежђу Зец која се налази на NGC листи објеката дубоког неба.
Деклинација објекта је - 16° 46' 58" а ректасцензија 5h 46m 47,4s. Привидна величина (магнитуда) објекта NGC 2076 износи 13,0 а фотографска магнитуда 13,9. NGC 2076 је још познат и под ознакама MCG -3-15-12, IRAS 05445-1648, PGC 17804.